# Ottilie Assing

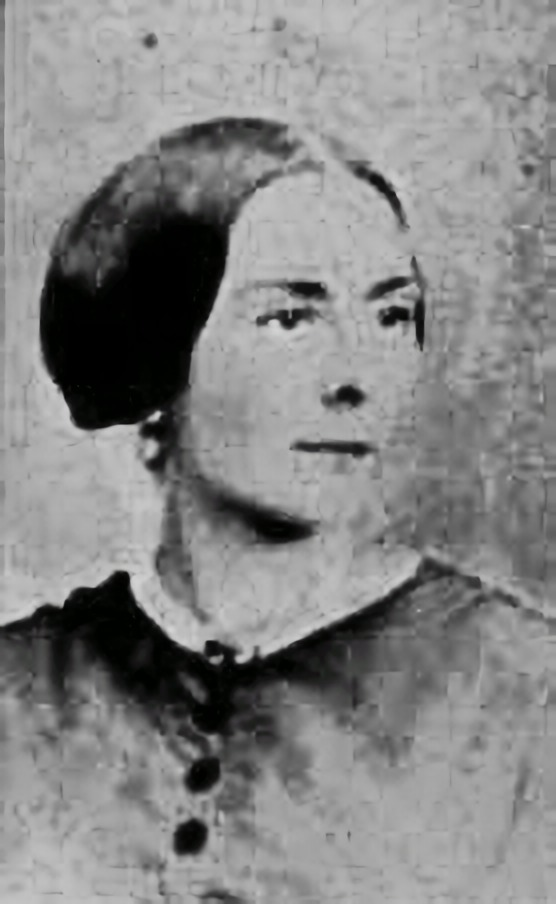
Ottilie Assing

Ottilie Davida Assing (* 11. Februar 1819 in Hamburg; † 21. August 1884 in Paris) war eine deutsche Schriftstellerin und Kämpferin für den Abolitionismus.

## Leben
Als ältere Tochter von Rosa Maria Varnhagen (1783–1840) und David Assur Assing (1787–1842), einem jüdischen Mediziner aus Königsberg, wuchs Ottilie Assing in einem liberalen, musisch und geistig inspirierten Elternhaus auf: Mutter Rosa Maria empfing unter anderem Heinrich Heine, Friedrich Hebbel, Karl Gutzkow und die Dichter des Jungen Deutschlands in ihrem Salon; Ottilie und ihre Schwester Ludmilla Assing beteiligten sich an politischen Diskussionen und „Leseabenden“, bei denen mit Gästen Dramen von Shakespeare, Goethe und anderen mit verteilten Rollen gelesen wurden.
Nach dem Tod ihrer Eltern übersiedelten die Töchter im September 1842 auf Ottilies Vorschlag zu ihrem Onkel Karl August Varnhagen von Ense nach Berlin. Während Ludmilla Assing bis zu Varnhagens Tod im Jahr 1858 bei ihm blieb und seine Sammlung von Papieren erbte, verließ Ottilie am 11. September 1843 im Streit mit dem Onkel und nach einem missglückten Suizidversuch Berlin und zog nach Dresden. Später kehrte sie nach Hamburg zurück und förderte das Theaterunternehmen von Jean Baptist Baison, bei dem sie auch auf der Bühne stand und dessen Biographie sie anonym veröffentlichte. Im Haus Baisons und seiner Ehefrau Karoline, geb. Sutorius, war Ottilie Assing als Erzieherin und Gesellschafterin tätig.

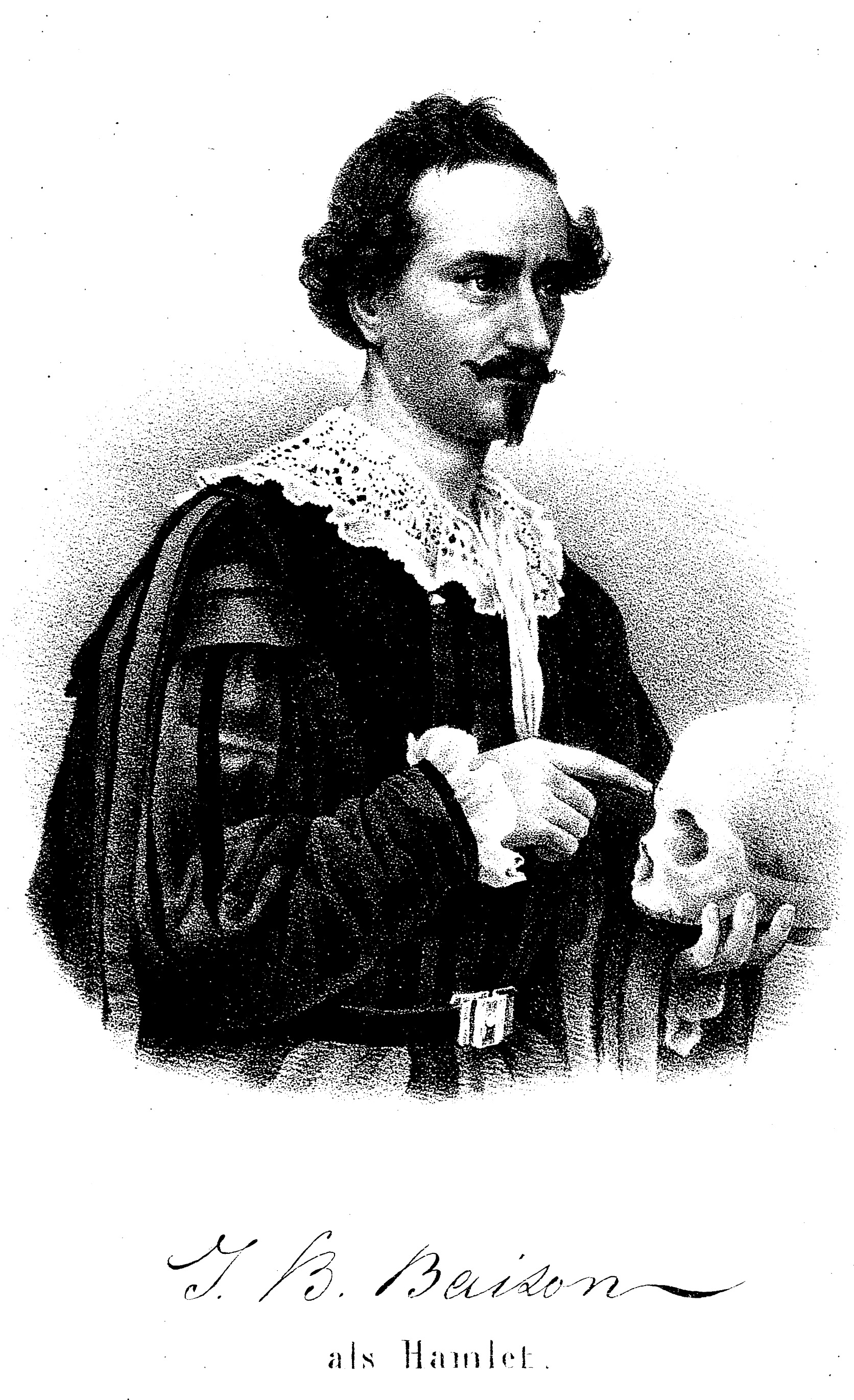
Jean Baptist Baison als Hamlet, Lithographie von Otto Speckter nach einer Daguerreotypie von Hermann Biow (Ottilie Assing, J. B. Baison, 1851, S. 106)

Beim Bankrott des Baisonschen Theaterunternehmens verlor Assing ihr Vermögen und wanderte 1852 in die USA aus, zunächst mit dem Ziel, Malerin zu werden. Seit 1859 war sie als Nachfolgerin von Amalie Schoppe, einer Jugendfreundin ihrer Mutter, die ebenfalls ausgewandert und in Schenectady, New York verstorben war, Korrespondentin für Johann Friedrich Cottas Morgenblatt für gebildete Leser.
Bald darauf schloss sich Ottilie Assing der Antisklavereibewegung an und schrieb Artikel für ihr wichtigstes, von William Lloyd Garrison herausgegebenes Periodikum, The Liberator. Ihre auf Juli 1861 datierte Unterschrift findet sich in einem Album, das auch Einträge von Abraham Lincoln, John Brown jr., der wie sein Vater John Brown Sklaven mit Gewalt zu befreien versuchte, und anderen Vorkämpfern der afroamerikanischen Freiheitsbewegung enthält.
Als Journalistin lernte sie auch Garrisons Mitarbeiter, den ehemaligen Sklaven und Bürgerrechtler Frederick Douglass kennen. Sie berichtete über ihn in deutschen Zeitschriften, übersetzte seine Autobiographie My Bondage and my Freedom ins Deutsche und las mit ihm deutsche Philosophen, unter anderem die Werke Ludwig Feuerbachs. Nach dem Aufstandsversuch John Browns bei Harpers Ferry war Douglass der Mitwisserschaft verdächtigt und musste untertauchen. Assing versteckte ihn in dem von ihr bewohnten Boardinghouse in Hoboken, ermöglichte Douglass die Flucht, warnte seine Familie und besorgte konspirative Post über einen deutschen Mittelsmann.

Scherenschnitt von Ottilie Assing (undatiert), Sammlung Varnhagen, Kasten 18, Biblioteka Jagiellońska

Aufgrund der jahrelangen Freundschaft mit dem verheirateten Douglass, in dessen Haushalt Ottilie Assing oft wochenlang wohnte, wird vermutet, dass sie seine Geliebte gewesen sei. Zwar fehlen entsprechende Andeutungen im Briefwechsel der beiden, aber Ottilies Briefe an ihre Schwester Ludmilla Assing in Florenz legen ein Verhältnis durchaus nahe: „Wenn man mit einem Mann in so inniger Beziehung lebt wie ich zu Douglaß, so lernt man die ganze Welt, Männer wie Frauen von Seiten kennen die sich sonst gar nicht erschließen würden, zumal wenn es ein Mann ist, der so viel in der Welt gesehen hat und von so vielen Frauen geliebt worden ist.“
Ende 1876 besuchte Ottilie Assing ihre Schwester Ludmilla in Florenz, reiste mit ihr nach Deutschland und später allein durch Italien. Im Juni 1878 besuchte sie in Berlin Henriette Solmar, eine Freundin ihres Onkels Varnhagen, und kehrte über Hamburg in die USA zurück. Im August 1881, anderthalb Jahre nach Ludmilla Assings Tod, kehrte sie nach Europa zurück und ließ sich zunächst in Italien nieder, wo sie den Sommer 1882 in Neapel und Rom verbrachte und mit Bertha, der Witwe von Karl Gutzkow zusammentraf.
In Florenz versuchte Ottilie, Ludmilla Assing posthum für unzurechnungsfähig erklären zu lassen und ihr Testament anzufechten. Ottilie Assing hatte in der Erbfolge des Mazzinisten Federico Campanella (1804–1884) das Wohnrecht in Ludmillas Haus in der Via Luigi Alamanni 27 und den Schmuck ihrer Schwester geerbt, nicht jedoch deren Vermögen, das zudem für die Einrichtung einer Schule vorgesehen war. Der literarische Nachlass Ludmilla Assings, die Sammlung Varnhagen mit zahlreichen Autographen – auch aus Stiftungen Ottilies –, war ihrem Testament zufolge und dem Wunsch des 1858 verstorbenen Onkels Varnhagen entsprechend, schon im Februar 1881 nach Berlin überstellt worden. Falls es zu einem Rechtsstreit mit dem Nachlassverwalter Salvatore Battaglia gekommen ist, den Ottilie Assing in Briefen an Bertha Gutzkow ankündigte, blieb dieser ergebnislos.
Seit dem Winter 1881/1882 war Ottilie Assing Korrespondentin für die von Louis Viereck herausgegebene sozialdemokratische Zeitung Süddeutsche Post in München. Am 7. April 1883 setzte Ottilie Assing im amerikanischen Konsulat von Florenz ein letztes Kodizill zu ihrem Testament auf.

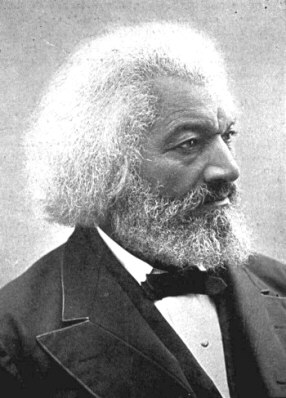
Frederick Douglass

Im Sommer 1884 hielt sich Ottilie Assing in Paris auf, wo sie im Hôtel d’Espagne, Cité Bergère 9–11 logierte. Angesichts einer Brustkrebserkrankung, die sie für unheilbar hielt, nahm sie am 21. August im Bois de Boulogne Gift. Man fand bei ihrem Leichnam 70 Francs Bargeld und eine Brosche in Form eines Eichenblatts. Frederick Douglass ließ über den amerikanischen Botschafter für ihr – heute nicht mehr existierendes – Grab sorgen. Am 13. September 1884 wurde sie auf der Cimitière parisien von Ivry (Division 13, Reihe 1, Stelle 38) bestattet.
Ihr Vermögen hatte Ottilie Assing größtenteils der American Society for the Prevention of Cruelty to Animals vermacht, deren Gründer Henry Bergh sie zum Testamentsvollstrecker ernannte; da dieser ablehnte, übernahm Hermann C. Kudlich, der Sohn des in Hoboken mit Assing befreundeten Ehepaars Luise und Hans Kudlich diese Aufgabe. Die Kapitalzinsen des Vermögens sollte in Anerkennung seiner Verdienste für die Abschaffung der Sklaverei Frederick Douglass für die Dauer seines Lebens erhalten. Ottilie Assings Papiere und ihr literarischer Nachlass in den USA wurden auf ihre Anordnung vernichtet.

## Nachruhm
- Für die Varnhagen Gesellschaft schuf die Künstlerin Kara Walker unter dem Titel Free me einen Scherenschnitt, der Ottilie Assing und Frederick Douglass einander gegenüber sitzend zeigt und 2015 im dritten Almanach des Vereins veröffentlicht wurde.[7]
- In der TV-Mini-Serie The Good Lord Bird nach dem Roman von James McBride über das Leben von John Brown,[8] dargestellt von Ethan Hawke, in der Daveed Diggs den Frederick Douglass verkörpert, tritt in Episode 3 die Schauspielerin Lex King als Ottilie Assing auf.[9]

## Werke
- Ottilie Assing: Jean Baptiste Baison. Ein Lebensbild, Verlag Meissner & Schirges, Hamburg 1851, 126 S. (Digitalisat); Neuauflage bei Nabu-Press, 2012, ISBN 978-1-272-74117-4, 142 S.
- Frederick Douglass: Sclaverey und Freiheit. Autobiographie, aus dem Englischen übertragen von Ottilie Assing. Hoffmann und Campe, Hamburg 1860 (Digitalisat); (Digitalisat).
- Feuilletons und politische Berichte (größtenteils anonym) für: Telegraph für Deutschland, Jahreszeiten, Morgenblatt für gebildete Leser, Süddeutsche Post, Zeitschrift für bildende Kunst (mit dem Kürzel OA), das Deutsch-amerikanische Conversations-Lexikon (New York, 1870); einiges davon online verfügbar in einer ungeordneten Zeitungsausschnittsammlung als Digitalisate der Biblioteka Jagiellońska aus der Sammlung Varnhagen (ab Scan 864).
- Christoph Lohmann (Hrsg.): Radical Passion. Ottilie Assing's reports from America and letters to Frederick Douglass. Lang, New York u. a. 1999, ISBN 0-8204-4526-6.

## Zeitungsartikel
- Korrespondenz-Nachrichten für das Morgenblatt (Auswahl, alle laut Redaktionsexemplar im Cotta-Archiv nachweisbaren verlinkt auf Wikisource):
  - Hamburg, Januar. Winter und Ueberschwemmung. – Bloomercostüm. – Aus der Gesellschaft. In: Jg. 46 Nr. 4, 25. Januar 1852, S. 90 f. (Digitalisat); Hamburg, März. Der Abmarsch der Oesterreicher. – Kastengeist. – „Die Mutter im Irrenhause.“ In: Nr. 15, 11. April 1852, S. 356 ff. (Digitalisat); Hamburg, April. Die Sontag. – Bankerotte. – Alterthümer. In: Nr. 20, 16. Mai 1852, S. 478 ff. (Digitalisat); Hamburg, Mai. Theater. – Der erste Mai. – Der Bündelabend. – Kunstausstellung. In: Nr. 24, 13. Juni 1852, S. 257 f. (Digitalisat); Hamburg, Juni. St. Pauli. – Die Bürgerwehr. – Nachtwächter. – Der Fire Anahillator. In: Nr. 29, 18. Juli 1852, S. 688 f. (Digitalisat); Hamburg, Juli. Das Waisengrün. – Der Electro-Biolog. In: Nr. 33, 15. August 1852, S. 792 (Digitalisat); Hamburg, Juli. Réunions du beau monde. – Thierbändigung. In: Nr. 34, 22. August 1852, S. 815 f. (Digitalisat).
  - Newyork, Mai. Die Tombs. – Die Washington Exhibition. – Die Minstrels. In: Jg. 47, Nr. 27, S. 643–646 (Digitalisat); Aus dem Norden der Vereinigten Staaten, Oktober. Von Newyork nach Schenectady. – Die Shakerkolonie. In: Nr. 51, 18. Dezember 1853, S. 1221–1224 (Digitalisat); Aus dem Norden der Vereinigten Staaten, December. Eine kleine Stadt im Westen. In: Jg. 48, Nr. 2, 8. Januar 1854, S. 48 (Digitalisat); Aus dem Norden der Vereinigten Staaten, December. Eine kleine Stadt im Westen. (Schluß.) In: Nr. 3, 15. Januar 1854, S. 71 f. (Digitalisat); Ein Winterbild aus einer kleinen Stadt im Westen. In: Nr. 19, 7. Mai 1854, S. 445 ff. (Digitalisat); Newyork, Juni. Von Westen nach Osten. In: Nr. 29, 16. Juli 1854, S. 692 f. (Digitalisat); Nr. 30, 23. Juni 1854, S. 719 f. (Digitalisat); Newyork. Juni. Ein Antisclaverei-Meeting und die schiffbrüchigen Auswanderer. In: Nr. 32, S. 761–764 (Digitalisat).
- The Defection of Carl Schurz Once More.  In: New National Era, hrsg. v. Frederick Douglass, Bd. 1, Nr. 51, 29. Dezember 1870 (Digitalisat); über Carl Schurz’ Abkehr von der republikanischen Sache, vgl. Parallelstellen im Brief an Ludmilla Assing, 3. Dezember 1870 (Digitalisat, ab Scan Nr. 232).
- Recollections of my Grandmother. In: The New National Era, hrsg. v. Frederick Douglass, Bd. 2, Nr. 30, 3. August 1871; über die Jakobinerherrschaft in Straßburg nach Berichten ihrer Verwandten Anna Maria Reihl, geb. Lobstein (1784–1882) (Sie war Ottilie Assings Tante 2. Grades,[10] Digitalisat).
- Korrespondenzen für das Beiblatt Kunst-Chronik zur Zeitschrift für bildende Kunst (Auswahl, alle ermittelten Beiträge verlinkt auf Wikisource):
  - Korrepondenz. New York, im Mai 1881. In: Kunst-Chronik. Beiblatt zur Zeitschrift für bildende Kunst Jg. 16, Nr. 36, 16. Juni 1881, Sp. 584–587 (Digitalisat); Nr. 37, 23. Juni, Sp. 599–602 (Digitalisat).
  - Cesare Sighinolfi. In: Kunst-Chronik. Beiblatt zur Zeitschrift für bildende Kunst Jg. 17, Nr. 10, 22. Dezember 1881 Sp. 163 f. (Digitalisat).

## Lebenszeugnisse
- Frühes Manuskript: Katzen-König Ciuli und Katzen-Königin Kanone (ab Scan-Nr. 818), Sammlung Varnhagen, Kasten 18, aufbewahrt und digitalisiert von der Biblioteka Jagiellońska in Krakau (Digitalisate).
- Von Ottilie Assing gestiftete Autographen der Sammlung Varnhagen (teils an sie gerichtete Briefe) verzeichnet der Katalog Die Varnhagen von Ensesche Sammlung in der Königlichen Bibliothek zu Berlin, geordnet und verzeichnet von Ludwig Stern, Behr: Berlin 1911 (Digitalisat).
- Briefe an Ludmilla Assing (ab Scan Nr. 111), Sammlung Varnhagen, Kasten 18, aufbewahrt und digitalisiert von der Biblioteka Jagiellońska in Krakau (Digitalisate).
- Brief an Frederick Douglass, [12.] August 1858, The Frederick Douglass Papers, Ser. 3, Correspondance, Bd. 2 (1853–1865), Yale University Press, Yale 2018, S. 228 ff. (eingeschränkte Vorschau) in der Google-Buchsuche.
- Erwähnungen in Briefen und Tagebüchern im Frederick Douglass Memorial Archive; vgl. Digitalisate in der Library of Congress.[11]
- Briefe an Ludwig Feuerbach, 15. Mai und 6. September 1871. In: Ludwig Feuerbach in seinem Briefwechsel und Nachlass sowie in seiner Philosophischen Charakterentwicklung. Dargestellt v. Karl Grün. Bd. 2: Ludwig Feuerbach’s Briefwechsel und Nachlass 1850–1872, C. F. Winter’sche Verlagsbuchhandlung, Leipzig/Heidelberg 1874, S. 211 ff. (Digitalisat).
- Handschriftlicher Theaterzettel für zwei Leseabende aus dem Nachlass von Wilhelm Hamm;[12] Leihgabe im Archiv der Varnhagen Gesellschaft e. V.
- Briefe an Sylvester Rosa Koehler und Amalie Koehler, geb. Jaeger, 1868–1887, Digitalisate im Smithsonian Archive of American Arts.
- Hans C. Kudlich an Sylvester Rosa Koehler über Ottilie Assings Nachlass, 1885–1886, Digitalisate im Smithsonian Archive of American Arts.
- Salomon Ludwig Steinheim und Johanna Steinheim: Briefe. Hrsg. v. Jutta Dick und Julius H. Schoeps, Georg Olms, Hildesheim / Zürich / New York 1996 (Haskala. Wissenschaftliche Abhandlungen, Bd. 9), an Ottilie und Ludmilla Assing: S. 176–266, 369–408, ISBN 3-487-10158-0.
- Briefe an Karl August Varnhagen von Ense (ab Scan Nr. 7), Sammlung Varnhagen, Kasten 18, aufbewahrt und digitalisiert von der Biblioteka Jagiellońska in Krakau (Digitalisate).
- August Walther an Sylvester Rosa Koehler über den Tod Ottilie Assings, 1884, Digitalisate im Smithsonian Archive of American Arts.
- Brief an Pius Warburg, Leihgabe im Archiv der Varnhagen Gesellschaft e. V.